# 4592 Alkissia
A 4592 Alkissia (ideiglenes jelöléssel 1979 SQ11) a Naprendszer kisbolygóövében található aszteroida. Nyikolaj Sztyepanovics Csernih fedezte fel 1979. szeptember 24-én. Alekszej Alekszejevics Kiszeljov orosz csillagászról nevezték el.